# Baiyun Shouduan
Baiyun Shouduan (chiń. 白雲守端, pinyin Báiyún Shǒuduān; kor. 백운수단 Paegun Sudan; jap. Hakuun Shutan; wiet. Bạch Vân Thủ Đoan; ur. 1025, zm. 1072) – chiński mistrz chan ze szkoły linji. Także Haihui Shouduan.

## Życiorys
Pochodził z Hengyang, miasta w prowincji Hunan. Już jako młodzieniec był biegłym w klasycznych naukach chińskich. W wieku 20 lat przyjął święcenia mnisie u swojego nauczyciela Chalinga You.
Jego kolejnym nauczycielem był mistrz chan Yangqi Fanghui, założyciel jednej z dwu frakcji szkoły linji nazwanej od jego imienia yangqi. Baiyun przez długie lata był służącym mistrza.
Pewnego dnia mistrz Yangqi zapytał Baiyuna
U jakiego nauczyciela przyjąłeś ordynację mnisią?
U mistrza You z Chaling.
Słyszałem, że on poślizgnął się i upadł podczas przechodzenia przez most i wtedy osiągnął oświecenie. Skomponował wtedy niezwykły wiersz. Czy pamiętasz go czy nie?
Baiyun wyrecytował gathę
We mnie jest jasna perła,
Zagrzebana w kurzu od długiego czasu.
Dziś kurz zniknął i promieniuje światło,
Oświecając miriady gór i rzek.
Gdy Yangqi usłyszał wiersz wybuchnął śmiechem i zerwał się z miejsca. Baiyun był tak zbity z tropu, że nie mógł spać przez całą noc. Rankiem pokłonił się mistrzowi i spytał, co takiego było w tym wierszu, że zaczął się śmiać. Mistrz spytał
Widziałeś egzorcyzm zeszłej nocy?
Tak.
Nie dorosłeś jeszcze do tego;
To zaskoczyło Baiyuana. Spytał Co masz na myśli?
To cieszyło się, że ktoś się śmieje. Ty boisz się czyjegoś śmiechu.
Po usłyszeniu tych słów Baiyun został oświecony.
Po opuszczeniu mistrza Baiyuan powędrował do klasztoru Yuantong; po rekomendacji opata tego klasztoru Yuantonga Na, został opatem w Chentian si.

## Linia przekazu Dharmy zen
Pierwsza liczba oznacza liczbę pokoleń mistrzów od 1 Patriarchy indyjskiego Mahakaśjapy.
Druga liczba oznacza liczbę pokoleń od 28/1 Bodhidharmy, 28 Patriarchy Indii i 1 Patriarchy Chin.
Trzecia liczba oznacza początek nowej linii przekazu w danym kraju.
- 38/11. Linji Yixuan (zm. 867) szkoła linji
- 39/12. Xinghua Cunjiang (830–888/925) *także Weifu
- 40/13. Nanyuan Huiyong (860–930) *także Baoying
- 41/14. Fengxue Yanzhao (896–973)
- 42/15. Shoushan Xingnian (926–993) *także Shengnian
- 43/16. Fenyang Shanzhao (947–1024) *także Fenzhou lub Fenxue
- 44/17. Ciming Chuyuan (987–1040) *także Shishuang i Nanyuan
  - 45/18. Huanglong Huinan (1002–1069) frakcja huanglong
  - 45/18. Yangqi Fanghui (992–1072) frakcja yangqi
    - 46/19. Baiyun Shouduan (1025–1072)
      - 47/20. Wuzu Fayan (1024–1104)
        - 48/21 Kaifu Daoning (1053–1113)
          - 49/22 Yue’an Shanguo (1079–1152) (Dagui Shanguo)
            - 50/23 Laona Zuzheng (Dahong Zuzheng) (bd)
              - 51/24 Yuelin Shiguan (1143–1217)
                - 52/25 Wumen Huikai (1183–1260)
                  - 53/26 Zhangsan (bd)
                  - 53/26/1 Shinchi Kakushin (1207–1280) Japonia linia przekazu hottō
                    - 54/27/2 Kohō Kakumyō (1271–1361)
                      - 55/28/3 Jiun Myōi (1273–1345)
                      - 55/28/3 Bassui Tokushō (1327–1387)
                        - 56/29/4 Shunō Reizan (1344–1408)

        - 48/21. Yuanwu Keqin (1063–1135)
          - 49/22. Huguo Jingyuan (1094–1146)
            - 50/23. Huo’an Shidi (bd)
            - 50/23. Xingshan Weiguan (1108–1179)

          - 49/22. Dahui Zonggao (1080–1163)
            - 50/23. Wuji Lepai
            - 50/23. Zishou Miaozong (1095–1170) mistrzyni chan
            - 50/23. Daoqian (bd)
            - 50/23. Zongyuan (bd)
            - 50/23. Zhuo’an Deguang (także Fozhao Deguang) (1121–1203)
              - 51/24. Wuji Liaopai (1149–1224)
              - 51/24/1. Dainichi Nōnin (zm. 1194) Japonia; szkoła Darumy

          - 49/22. Huqiu Shaolong (1077–1136)
            - 50/23. Ying’an Tanhua (1103–1163)
              - 51/24. Mi’an Xianjie (1118–1186)
                - 52/25. Songyuan Chongyue (1139–1209)
                  - 53/26. Wuming Huixing (bd)
                    - 54/27/1. Lanxi Daolong (1213–1278) Japonia. Szkoła rinzai
                      - 55/28/2. Yakuō Tokkken (1244–1320)

                  - 53/26. Yun’an Puyan (1156–1226)
                    - 54/27. Xutang Zhiyu (1185–1269)
                      - 55/28/1. Nampo Jōmyō (1235–1309) Japonia
                        - 56/29/2. Myocho Shuho (1282–1338)
                          - 57/30/3. Kanzan Egen (1277–1360)
                            - 58/31/4. Juo Sohitsu (1296–1380)
                              - 59/32/5. Muin Soin (1326–1410)

                - 52/25. Po’an Zuxian (1136–1211)
                  - 53/26. Wuzhun Yuanzhao (1177–1249)
                    - 54/27/1. Enni Benen (1201–1280) Japonia
                    - 54/27/1. Wuxue Zuyuan (1226–1296) Japonia (także Foguang)
                      - 55/28/2. Hōjō Tokimune (1251–1284)
                      - 55/28/2. Chokei (bd)
                      - 55/28/2. Isshin (bd)
                      - 55/28/2. Muchaku (bd)
                      - 55/28/2. Chiyono (bd)

                    - 54/27/1. Wu’an Puning (1197–1276)
                      - 55/28/2. Hōjō Tokiyori (1227–1263)

                    - 54/27. Wanji Xingmi (bd)
                      - 55/28/1 Yishan Yining (1247–1317) Japonia
                        - 56/29/2. Kokan Shiren (1278–1346)
                        - 56/29/2. Sesson Yūbai (1290–1346)

                    - 54/27. Xueyan Huilang (bd) (także Zuqin)
                      - 55/28. Gaofeng Yuanmiao (1238–1249)
                        - 56/29. Pugui Wuwei (zm. 1322) mistrzyni chan
                        - 56/29. Wenjian Guxin (zm. 1322) mistrzyni chan
                        - 56/29. Zhongfeng Mingben (1263–1323)
                          - 57/30/1. Kosen Ingen (1295–1374) Japonia

                      - 55/28. Qi’an Zongxin (bd)
                        - 56/29. Shiwu Qinggong (Shishi) (1272–1352)
                          - 57/30/1 T'aego Poŭ (1301–1382) Korea. Szkoła imje